# ویتبرن، لوتیان غربی
ویتبرن (به انگلیسی: Whitburn) یک شهرک در اسکاتلند است که در لوتیان غربی واقع شده‌است. ویتبرن ۱۰٬۵۲۷ نفر جمعیت دارد.